# 任煐得
任 煐得（イム・ヨンドゥク、朝鮮語: 임영득、1932年4月10日 - ）は、大韓民国の政治家、税務士、弁護士、弁理士。第10代、第12代大韓民国国会議員。第10代、第14・15代韓国税務士会会長。
本貫は長興任氏。

## 経歴
1932年4月10日、日本統治時代の朝鮮で全羅南道の海南郡に生まれた。ソウル大学校文理科大学政治学科を卒業後、高等考試で行政科と司法科に合格した。その後海軍本部及び海兵隊法務監室検察官、小公税務署長、仁川税関長、ソウル税関長、国税庁企画管理官、農水産部食産次官補および農政次官補を務め、1978年12月12日に実施された第10代総選挙に海南・珍島地区より無所属で立候補して当選し、国会議員となった。また、1979年から1981年まで韓国税務士会の第10代会長を務め、1980年に国家保衛立法会議委員に選出された。1985年2月12日に実施された第12代総選挙に全国区より民主共和党の公認で立候補して当選し、再び国会議員を務めた。その後1985年から1989年まで韓国税務士会の第14・15代会長を務めた。2019年9月9日時点で、韓国税務士会の顧問を務めている。